# Thelypodium sagittatum
Thelypodium sagittatum är en korsblommig växtart som först beskrevs av Thomas Nuttall, och fick sitt nu gällande namn av Stephan Ladislaus Endlicher. Thelypodium sagittatum ingår i släktet Thelypodium och familjen korsblommiga växter.

## Underarter
Arten delas in i följande underarter:
- T. s. ovalifolium
- T. s. sagittatum